# Chambre de commerce et d'industrie d'Angoulême
La chambre de commerce et d'industrie d'Angoulême était l'une des deux CCI du département de la Charente. Son siège est à Angoulême au 27, place Bouillaud. Elle a fusionné en 2017 avec la CCI de Cognac pour devenir la chambre de commerce et d'industrie de la Charente.
Elle possédait une antenne à Confolens.

## Missions
À ce titre, elle était un organisme chargé de représenter les intérêts des entreprises commerciales, industrielles et de service de Charente et de leur apporter certains services. C'était un établissement public qui gère en outre des équipements au profit de ces entreprises.
Comme toutes les CCI, elle était placée sous la tutelle du préfet du département représentant le ministère chargé de l'industrie et le ministère chargé des PME, du Commerce et de l'Artisanat.
Elle a fait partie pendant ses dernières années de la chambre régionale de commerce et d'industrie Poitou-Charentes.

### Service aux entreprises
- Centre de formalités des entreprises
- Assistance technique au commerce
- Assistance technique à l'industrie
- Assistance technique aux entreprises de service
- Point A (apprentissage)

### Gestion d'équipements
- Aéroport international Angoulême-Cognac ;
- Pépinières d'entreprises.

### Centres de formation
- EMCA : École des métiers du cinéma d'animation ;
- Institut Supérieur Ingénierie Packaging en association avec le CNAM et Atlanpak ;
- Centre de formation d'apprentis (métiers de l’automobile, restauration et métiers de bouche, gestion vente, coiffure, pharmacie, industries graphiques & packaging, industrie) ;
- École de Gestion et de Commerce / École Des Managers ;
- La Cité des Formations Professionnelles (CIFOP).

## Pour approfondir